# Братья Эдди
Братья Эдди, Горацио (англ. Horatio Eddy, 1842—1922) и Уильям (англ. William Eddy, 1832—1932) — американские медиумы (по мнению скептиков — иллюзионисты), уроженцы селения Читтенден, неподалёку от Ратленда, штат Вермонт, в присутствии которых, на их же ферме, если верить очевидцам, наблюдались необъяснимые явления, сходные с теми, что происходили на спиритических сеансах в городах США и Европы.

## Феномен
В 1874 году нью-йоркская газета New York Daily Graphic направила на расследование феномена в качестве собственного корреспондента тогда ещё малоизвестного полковника Генри Олкотта. Олкотт, прибывший на место событий в качестве скептика и (как говорил он позже) развивший постепенно стойкую антипатию к крайне грубым и негостеприимным братьям, вернулся, тем не менее, с невероятной историей, которую направившая его газета публиковала в 15 статьях, с продолжением.
Именно эти публикации, позже вышедшие отдельной книгой под заголовком «Люди из иного мира» (англ. People from the Other World, 1875), наряду с другой работой, «Южанин среди духов» (англ. A Southerner Among the Spirits, 1877) М. Д. Шиндлера, остались в истории единственными документальными свидетельствами, по которым можно судить о феномене братьев Эдди.
Олкотт, проследившему историю семейства начиная с некой салемской ведьмы, сожжённой на костре в 1692 году и красочно описавший страдания юных братьев, мучимых жестоким отцом, только за то, что на них было «пятно» психических способностей, утверждал, что наблюдал на ферме многочисленные проявления медиумизма — от стуков до полной материализации.
Согласно сообщениям Олкотта, на сеансах братьев Эдди в течение двух недель, пока он находился в доме, появилось около 400 призрачных фигур (от младенцев до стариков) разных национальностей; все они возникали из кабинета, в котором были заперты братья. Главенствующую роль среди фантомов, по словам Олкотта, играли индеец «Сантум» и индианка «Хонто». Олкотт утверждал, что имел все возможности убедиться в том, что ни о каких переодеваниях не могло быть и речи.

### Критика
Однако Фрэнк Подмор в свой книге «Современный спиритаулизм» (англ. Modern Spiritualism, 1902) характеризовал сообщения Олкотта как «историю, построенную на игре воображения» (англ. imagination history) и в качестве собственного аргумента приводил сообщения К. К. Мэсси, который в течение двух недель находился в доме братьев Эдди и вынес оттуда впечатления более чем скептические. Мэсси так описывал еженощные появления фигур, объявлявших себя «духами усопших»:

Из кабинета выглядывал какой-нибудь мрачного вида молодой человек, и каждый из нас, участников кружка, должен был вопрошать по очереди: Это ко мне? Когда очередь доходила до нужного человека, раздавались три стука и счастливый обладатель привидения сначала глядел на того в сомнении, из-за чего привидение принимало весьма опечаленный вид. Это, как правило, смягчало сердце наблюдателя, он делал вид, что узнает кого-то <из своих покойных родственников> и выдавал что-нибудь вроде: «О, так это ты?» — подобное продолжалось в доме Эдди каждый вечер. Оригинальный текст (англ.)A dusky young man would look out and we had to say in turn, all round the circle 'Is it for me?' When the right person was reached three taps would be given and the fortunate possessor of the ghost would gaze doubtfully, upon which the ghost would look grieved, and that generally softened the heart of the observer, and brought about a recognition in the remark 'Lor, so you be.' And that sort of thing went on night after night at the Eddy's.

Как отмечает «Энциклопедия оккультизма и психической науки» (в статье, написанной парапсихологом Нандором Фодором), имея в виду «последующие приключения Олкотта в теософии, мнение о том, что он страдал излишней доверчивостью, не стоит сбрасывать со счетов».